# Adiantum sericeum
Adiantum sericeum är en kantbräkenväxtart som beskrevs av Eat. Adiantum sericeum ingår i släktet Adiantum och familjen Pteridaceae. Inga underarter finns listade.